# Coppa Città di San Daniele
La Coppa Città di San Daniele è una corsa in linea maschile di ciclismo su strada che si svolge con cadenza annuale a San Daniele del Friuli, in Friuli-Venezia Giulia. La manifestazione è riservata alla categoria Dilettanti Elite/Under-23, e normalmente chiude la stagione dilettantistica italiana.
Corsa per la prima volta nel 1933, è stata vinta in passato da ciclisti poi vittoriosi nel professionismo come Claudio Corti (vincitore nel 1977), Maurizio Fondriest (1986), Ivan Gotti (1989), Kim Kirchen (1999), Enrico Battaglin (2008) e Giulio Ciccone (2015).
Nel 2023 la gara entra a far parte del calendario internazionale dell'UCI Europe Tour come prova di classe 1.2.

## Albo d'oro
Aggiornato all'edizione 2024.
| Anno      | Vincitore                                     | Secondo                                       | Terzo                                         |
| --------- | --------------------------------------------- | --------------------------------------------- | --------------------------------------------- |
| 1933      | Ferdinando Gallina                            | Giovanni Zandonà                              | Pietro Boemo                                  |
| 1934      | Gastone Gardonio                              | Corrado Bernava                               | Vilfredo Perini                               |
| 1935      | Vinicio Pellis                                | Americo Candusso                              | Mario Bertoni                                 |
| 1936      | Francesco Doccini                             | Giovanni Lorenzini                            | Pietro Boemo                                  |
| 1937      | Renzo Silvestri                               | Angelo Degano                                 | Rodolfo Costantini                            |
| 1938      | Nello Feruglio                                | Camillo Beltrame                              | Angelo Degano                                 |
| 1939      | Giovanni Lorenzini                            | Nello Feruglio                                | Egidio Feruglio                               |
| 1940      | Giovanni Lorenzini                            | Egidio Feruglio                               | Ugo Peccolo                                   |
| 1941      | Egidio Feruglio                               |                                               |                                               |
| 1942-1946 | non organizzata causa Seconda guerra mondiale | non organizzata causa Seconda guerra mondiale | non organizzata causa Seconda guerra mondiale |
| 1947      | Egidio Feruglio                               |                                               |                                               |
| 1948      | Luigi Cemulini                                |                                               |                                               |
| 1949      | Domenico De Zan                               |                                               |                                               |
| 1950      | Lino Florean                                  |                                               |                                               |
| 1951      | Elso Macor                                    |                                               |                                               |
| 1952      | Italo Colaone                                 |                                               |                                               |
| 1953      | Umberto Peruch                                |                                               |                                               |
| 1954      | Rino Comuzzo                                  |                                               |                                               |
| 1955      | Alfredo Sabbadin                              |                                               |                                               |
| 1956      | Rino Comuzzo                                  |                                               |                                               |
| 1957      | Giorgio Menini                                |                                               |                                               |
| 1958      | Dino Liviero                                  |                                               |                                               |
| 1959      | Agostino Ibrioli                              |                                               |                                               |
| 1960      | Amedeo Bettin                                 |                                               |                                               |
| 1961      | Gianfranco Gallon                             |                                               |                                               |
| 1962      | Clay Santini                                  |                                               |                                               |
| 1963      | Gianfranco Gallon                             |                                               |                                               |
| 1964      | Vito Zanin                                    | Antonio Tagliani                              | Mario Zanin                                   |
| 1965      | Gino De Gobbi                                 |                                               |                                               |
| 1966      | Luciano Dalla Bona                            |                                               |                                               |
| 1967      | Giuseppe Martinello                           |                                               |                                               |
| 1968      | Luigi Castelletti                             |                                               |                                               |
| 1969      | Mario Nicoletti                               |                                               |                                               |
| 1970      | Gino Fochesato                                |                                               |                                               |
| 1971      | Annibale De Faveri                            |                                               |                                               |
| 1972      | Graziano Mella                                |                                               |                                               |
| 1973      | Ermenegildo Da Re                             |                                               |                                               |
| 1974      | Ermenegildo Da Re                             |                                               |                                               |
| 1975      | Mario Gualdi                                  |                                               |                                               |
| 1976      | Mario Gualdi                                  |                                               |                                               |
| 1977      | Claudio Corti                                 |                                               |                                               |
| 1978      | Walter Clivati                                |                                               |                                               |
| 1979      | Alessandro Paganessi                          |                                               |                                               |
| 1980      | Giovanni Moro                                 |                                               |                                               |
| 1981      | Walter Delle Case                             |                                               |                                               |
| 1982      | Massimo Ghirotto                              |                                               |                                               |
| 1983      | Tullio Cortinovis                             |                                               |                                               |
| 1984      | Luca Rota                                     |                                               |                                               |
| 1985      | Luigi Botteon                                 |                                               |                                               |
| 1986      | Maurizio Fondriest                            |                                               |                                               |
| 1987      | Denis Mocellin                                |                                               |                                               |
| 1988      | Stefano Dalla Pozza                           |                                               |                                               |
| 1989      | Ivan Gotti                                    |                                               |                                               |
| 1990      | Davide Perona                                 |                                               |                                               |
| 1991      | Cristian Zanolini                             |                                               |                                               |
| 1992      | interrotta causa meteo avverso                | interrotta causa meteo avverso                | interrotta causa meteo avverso                |
| 1993      | Peter Luttenberger                            |                                               |                                               |
| 1994      | Dario Frigo                                   |                                               |                                               |
| 1995      | Massimo Apollonio                             |                                               |                                               |
| 1996      | Stefano Finesso                               |                                               |                                               |
| 1997      | Marino Beggi                                  |                                               |                                               |
| 1998      | Bruno Minniti                                 |                                               |                                               |
| 1999      | Kim Kirchen                                   |                                               |                                               |
| 2000      | Lorenzo Bernucci                              |                                               |                                               |
| 2001      | Denis Bondarenko                              |                                               |                                               |
| 2002      | Davide Bragazzi                               |                                               |                                               |
| 2003      | Daniele Masolino                              |                                               |                                               |
| 2004      | Antonio Quadranti                             | Daniele Pontoni                               | Denis Shkarpeta                               |
| 2005      | Devid Garbelli                                | Morris Possoni                                | Maurizio Biondo                               |
| 2006      | Cristiano Fumagalli                           | Fabio Casotto                                 | Alessandro Bazzana                            |
| 2007      | Mauro Finetto                                 | Angelo Pagani                                 | Edoardo Girardi                               |
| 2008      | Enrico Battaglin                              | Gianluca Brambilla                            | Enrico Zen                                    |
| 2009      | Gianluca Brambilla                            | Enrico Battaglin                              | Cristiano Monguzzi                            |
| 2010      | Gabriele Pizzaballa                           | Fabio Aru                                     | Andrea Pasqualon                              |
| 2011      | Gianfranco Zilioli                            | Enrico Battaglin                              | Fabio Aru                                     |
| 2012      | Andrea Fedi                                   | Davide Villella                               | Francesco Manuel Bongiorno                    |
| 2013      | Luca Benedetti                                | Davide Villella                               | Simone Andreetta                              |
| 2014      | Andrea Toniatti                               | Davide Orrico                                 | Paolo Totò                                    |
| 2015      | Giulio Ciccone                                | Gianni Moscon                                 | Andrea Vendrame                               |
| 2016      | Fausto Masnada                                | Cristian Raileanu                             | Aleksandr Riabushenko                         |
| 2017      | Matteo Fabbro                                 | Aleksandr Riabushenko                         | Andrea Toniatti                               |
| 2018      | Samuele Battistella                           | Filippo Rocchetti                             | Davide Casarotto                              |
| 2019      | Giovanni Aleotti                              | Einer Rubio                                   | Luca Rastelli                                 |
| 2020      | Daniel Smarzaro                               | Tilen Finkšt                                  | Davide Bais                                   |
| 2021      | Riccardo Lucca                                | Davide Botta                                  | Andrea Piccolo                                |
| 2022      | Giacomo Villa                                 | Francesco Busatto                             | Martin Nessler                                |
| 2023      | Archie Ryan                                   | Tijmen Graat                                  | Darren van Bekkum                             |
| 2024      | Jørgen Nordhagen                              | Menno Huising                                 | Alessandro Borgo                              |